# Воронин, Геннадий Александрович
Генна́дий Алекса́ндрович Воро́нин (12 июня 1948, Минск — 6 июля 1994, Минск) — советский футболист, защитник.
Играл на любительском уровне нападающим за хоккейное «Динамо» Минск, чемпион БССР 1967/68.
Всю футбольную карьеру в командах мастеров провёл в составе «Динамо» Минск в 1967—1977 годах. В высшей лиге в 145 играх забил 6 голов, в первой лиге в 74 играх забил два гола. В первенстве КФК выступал за клубную команду «Динамо» (1977), «Селена» Молодечно (1978—1980), «Металлист» Молодечно (1981).